# Trirogma balaensis
Trirogma balaensis är en insektsart som beskrevs av Pu och Zhou 1989. Trirogma balaensis ingår i släktet Trirogma och familjen kackerlackesteklar (Ampulicidae). Inga underarter finns listade i Catalogue of Life.